# Dīvāneh Khuy
Dīvāneh Khvoy (persiska: دیوانه خوی) är en ort i Iran.   Den ligger i provinsen Khorasan, i den nordöstra delen av landet, 600 km öster om huvudstaden Teheran. Dīvāneh Khvoy ligger 1 753 meter över havet och antalet invånare är 157.
Terrängen runt Dīvāneh Khvoy är huvudsakligen kuperad, men åt sydväst är den bergig. Terrängen runt Dīvāneh Khvoy sluttar norrut.Runt Dīvāneh Khvoy är det ganska glesbefolkat, med 29 invånare per kvadratkilometer. Närmaste större samhälle är Sheshtomad, 9,3 km nordost om Dīvāneh Khvoy. Trakten runt Dīvāneh Khvoy består i huvudsak av gräsmarker.